# Lasioglossum megastigmum
Lasioglossum megastigmum är en biart som först beskrevs av Cockerell 1926.  Lasioglossum megastigmum ingår i släktet smalbin, och familjen vägbin. Inga underarter finns listade i Catalogue of Life.

## Bildgalleri

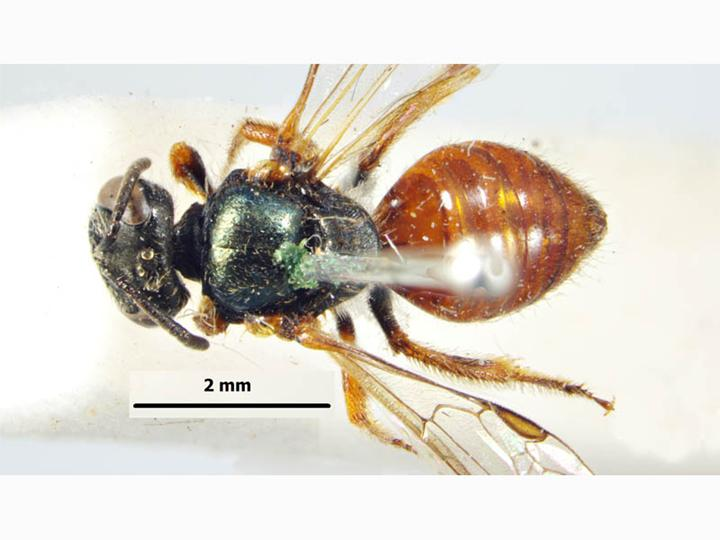